# うじすけ
うじすけ（1976年1月24日 - ）は、日本の俳優である。東京都出身で、IMPACT ONEに所属している。

## 出演

### 舞台
- 七里ヶ浜オールスターズ『はばかるな』（2005年7月）
- SPIRAL MOON『みちかける（愛知公演）』（2006年5月）
- SPIRAL MOON『みちかける（東京公演）』（2006年8月）
- ハイバイ『無外流、津川五郎』（2006年10月）
- 開店花火『わきみちチューズデー』（2007年4月）
- あんぽんたん組合『ザギンの野暮天』（2007年6月）
- ハイバイ『兄弟舟』（2007年7月）
- 劇団福耳『エロス殺し』（2007年10月）
- SPIRAL MOON『夜のジオラマ』（2007年11月）
- 劇団福耳『渋谷大災上』（2008年8月）
- 猫の会『猫のサロン～二組の夫婦～』（2008年10月）
- 劇団福耳『御母堂二丁斬り』（2008年11月）
- はにゅぺちょぷーにー『オカン・アルティメイタム』（2008年12月）
- 劇団福耳『第三回赤坂炎上』（2009年2月）
- 芝居舎～然zen～『すみれの庭』（2009年4月）
- 味わい堂々『宇宙を育てる』（2009年5月）
- SPIRAL MOON『LUXOR』（2009年6月）
- 劇団福耳『第五回赤坂炎上』（2009年7月）
- 劇団福耳『赤坂炎上6』（2009年9月）
- 五反田団『生きてるものはいないのか』（2009年10月）
- GENKIプロデュース『トナカイブルース』（2009年12月）
- 円盤ライダー『Ｗ氏の帰れない夜』（2010年2月）
- シアターポリフォニック『悪魔の絵本』（2010年10月）
- はにゅぺちょぷーにー『オカン・アルテポーベラ』（2010年12月）
- 円盤ライダー『東京バーグ2』（2011年2月）
- 味わい堂々『毒見』（2011年4月）
- 円盤ライダー『仕込んでいこう！新宿編』（2011年9月）
- 猫の会『河童夫人』（2011年12月）
- 劇団福耳『A-1グランプリ決勝』（2012年1月）
- Z団番外公演Vol.3『満天のパティシエ』（2012年3月）
- 猫の会〜番外公演〜『12匹の由緒ある猫たち』（2012年4月）
- はにゅぺちょぷーにー『オカン・アルディピテクスカダバ』（2012年5月）
- 円盤ライダー 第15弾『ステキなチェックメイト』（2012年6月）
- 円盤ライダー×Func A ScamperS 009 コラボレーション舞台『オフ・ザ・レコード』（2012年9月）
- 『碧空の狂詩曲 ～お市の方外伝～』（2012年12月）池田恒興 役
- 円盤ライダー『MERRYなヤロー☆2012』（2012年12月）
- Stylish shine!!『大江戸に降る雪』（2013年1月）新之門 役
- 円盤ライダーvol.17『ステキなタイミング』（2013年6月）
- キタムラ印公演#3『THE LIGHT』（2013年7月）
- 箱庭円舞曲 第二十楽章『僕にしてみれば正義』（2013年8月）
- Askプロデュース『WORLD』（2013年10月）
- 劇団P.O.P旗揚げ公演『BANANA』（2014年2月）須藤潤 役
- 『せんせい』（2014年4月）田川章彦 役
- 『最遊記歌劇伝－God Child－』（2014年5月）マスター 役
- エレフセリヤ『「藪の中」から想いを得て‥』（2014年8月）演出
- 円盤ライダー 名古屋公演 『SHAKEな夜！』（2014年10月）坂善郁郎 役
- 箱庭円舞曲 企画公演 Uraniwa Vol.1『古典よりは悲劇的な』（2014年10月）噺家・制作チーフ 役
- Q-man.D.M.C. 第1クール『秘密と嘘のカクテルはいかが？』（2014年11月）野田秀行 役
- 円盤ライダー『SHAKEな夜！』中野バージョン（2014年12月）坂善郁郎 役
- 『最遊記歌劇伝－Burial－』（2015年1月）待覚大僧正 役
- 『最遊記歌劇伝－Reload－』（2015年9月）王老師 役
- 箱庭円舞曲 第二十二楽章『もっと美人だった』（2015年11月）
- 『薄桜鬼SSL 〜sweet school life〜』（2015年12月）雪村綱道 役
- ものづくり計画『風車～かざぐるま～』（2016年11月）津和地毅 役
- カンムリプロデュース 第2弾『ノコッタ。』（2017年3月）演出
- ゴブリン串田プロデュース公演『僕らの初体験奮闘記89'』（2017年3月）かっちゃん 役
- エレフセリヤ『帰ってください。』（2017年8月）一部作品の脚本・演出
- 三文姉妹プロデュース公演vol.2『秘密のネダン』（2017年10月）演出
- ガレキの太鼓『リアル一軒家』（2017年12月） 酒井 役
- カンムリプロデュース 第3弾『納豆女と爪噛み男。』（2018年3月）演出
- 三文姉妹プロデュース公演vol.3『わたくシゴトです画。』（2018年5月）一部作品の脚本・演出
- 『God★膨張』（2018年6月）総合演出
- 『最遊記歌劇伝－異聞－』（2018年9月）待覚法師 役
- 三文姉妹プロデュース公演vol.4『コスモスのホウテイシキ』（2018年10月）演出
- GORIZO STAGE『シメタン 締切明けの探偵（プライベートアイ）』（2019年1月）乙部一人 役
- カンムリプロデュース 第5弾『まもってください。』（2019年3月）演出
- 『最遊記歌劇伝－Darkness－』（2019年6月）フィルバート＝グロース 役
- 猫の会『旅行の話』（2019年10月）
- GORIZO STAGE Vol.2『エドアス！～大江戸キック・アス！～』（2019年12月）
- 『最遊記歌劇伝－Oasis－』（2020年2月）フィルバート＝グロース 役
- 三栄町LIVE×キタムラトシヒロプロデュースVol.2『THE LIGHT』（2020年2月）日替りゲスト
- 『最遊記歌劇伝－Sunrise－』（2021年2月）フィルバート＝グロース 役
- GORIZO STAGE Vol.4『天才的脱兎』（2021年4月）能代春慶 役
- IIIカードリーディング『10年想って告白したのにいとも簡単にフラれました。』（2021年7月）
- GORIZO STAGE Vol.3『ネゴシ8～あなたを救う8人の自分～』 （2021年9月）
- 円盤ライダー第35弾『15 fifteen』（2021年10月）日替りゲスト
- 三文姉妹プロデュースvol.5『わたしの八ナシ』（2021年12月）一部作品の脚本・演出
- カンムリプロデュース9『おれおれ。』（2022年3月）演出
- GORIZO STAGE Vol.5『コマネーア！～Call My Name Again～』（2022年7月）
- 三文姉妹vol.6『スイカとトリのエ』（2022年8月）演出
- GORIZO STAGE Vol.6『ハザマDD～ハザマ the Dimensional Detective～』（2023年2月）
- カンムリプロデュース公演 第11弾『流れる女の肖像』（2023年3月 - 4月）演出
- 一揆の星『小さなオデッセウス』（2023年5月）演出
- ミュージカル『テニスの王子様』4thシーズン 青学vs六角（2023年7月 - 9月）オジイ 役[1]
- 『最遊記歌劇伝－外伝－』（2023年9月 - 10月）二郎神 役
- GORIZO STAGE Vol.7『You Know My Name?』（2023年11月）[2]
- ミュージカル『テニスの王子様』4thシーズン Dream Live 2024 ～Memorial Match～（2024年5月）
- カンムリプロデュース13『ばななマジック！』（2024年6月）演出
- 三文姉妹プロデュースvol.7『サイケイダファミリー』（2024年7月）演出
- GORIZO STAGE Vol.8『天才的脱兎 再演』（2024年8月）[3]
- GOZYUA第2弾『女と女とクズ男』（2024年11月）作・演出
- ミュージカル『テニスの王子様』4thシーズン 青学vs比嘉（2025年1月 - 2月）オジイ 役[4]
- GORIZO STAGE Vol.9『ハザマDDD〜Hazama the Dimensional Detective Deux “ディディディーディ・ディーディディ”〜』（2025年2月）映像出演[5]

### テレビドラマ
- EXドラマ24『メン☆ドル 〜イケメンアイドル〜』（2008年10月）
- CX『ガリレオ』3話（2013年4月）
- BSジャパン『黒い報告書 男と女の事件ファイル 誤解』「第六の報告書：便利な女」（2013年7月）
- EX 土曜ワイド劇場『人類学者・岬久美子の殺人鑑定⑥』（2016年6月）
- フジテレビ『知ってるワイフ』（2021年2月）

### 映画
- 『仁義4』（1995年）
- 『湘南純愛組!3』（1995年）
- 『湘南純愛組!4』（1996年）
- 『風紀Japan』（2006年）
- 『もしもし、詐欺ですけど』（2013年）
- 『The Voice Actress』（2022年）